# Städtische Galerie im Lenbachhaus

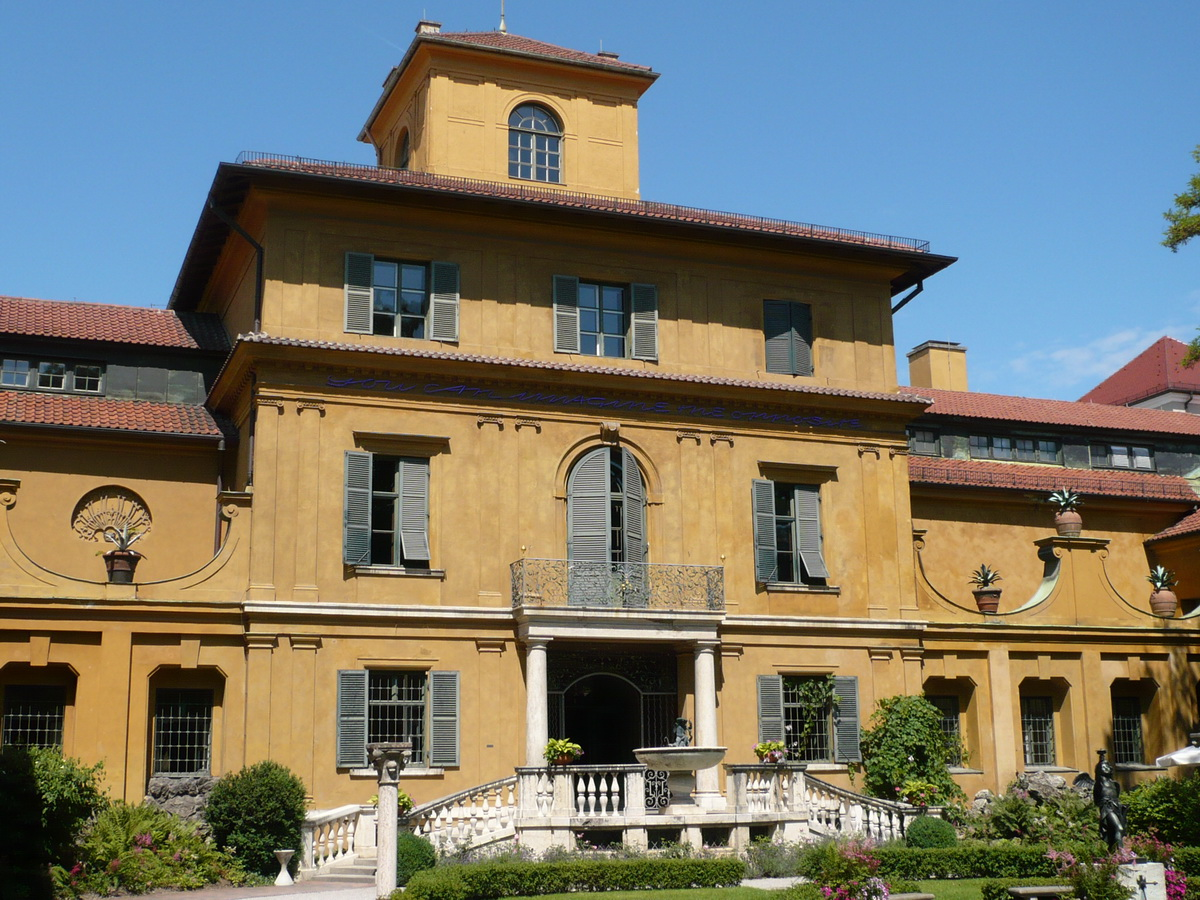
Entrén till Lenbachhaus

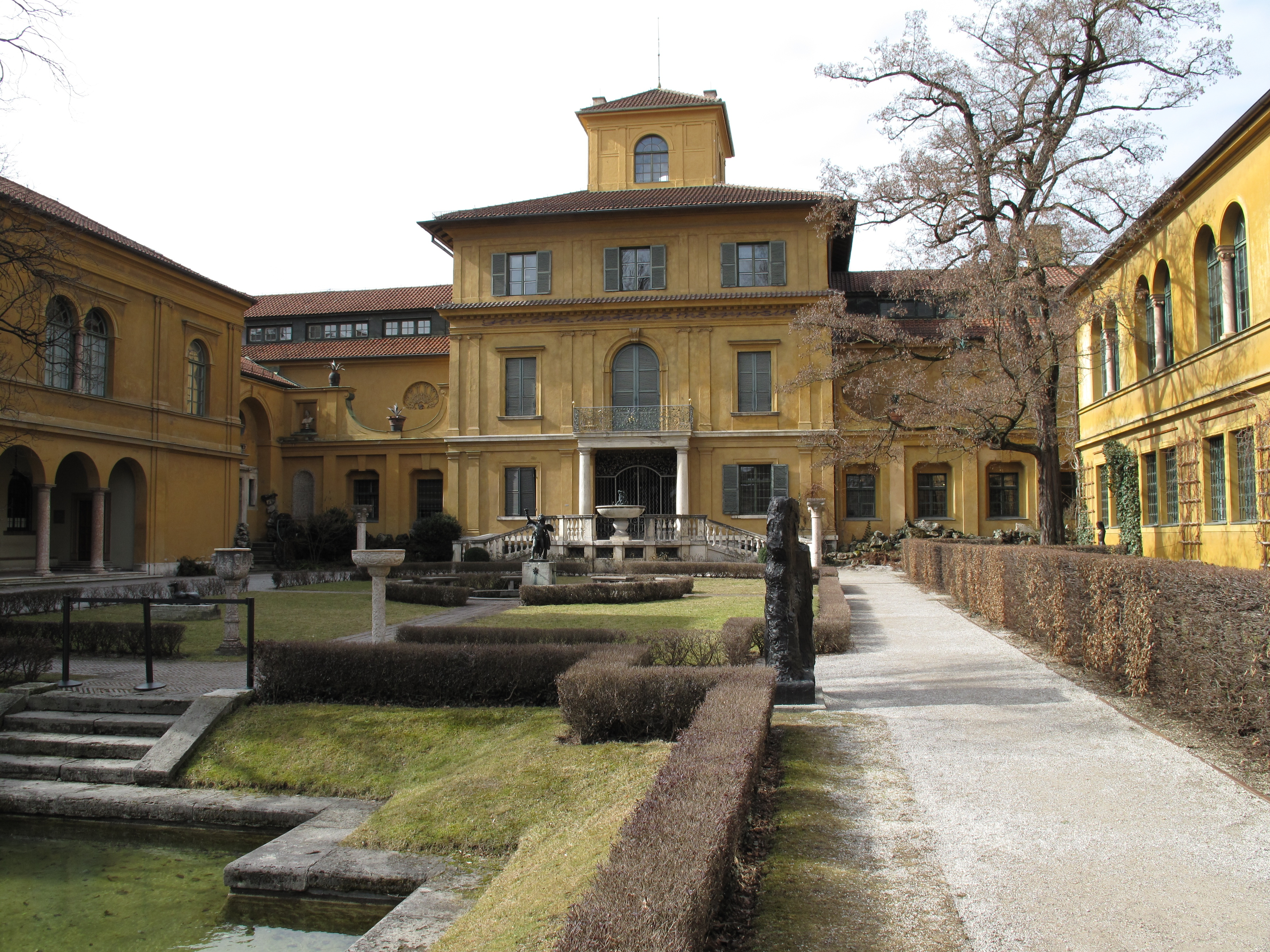
Lenbachhaus omedelbart före påbörjandet av ombyggnaden i januari 2009

Städtische Galerie im Lenbachhaus är ett kommunalt konstmuseum i München.

## Byggnad och museum
Lenbachhaussamlingarna finns i "målarfursten" Franz von Lenbachs villa, uppförd mellan 1887 och 1891 efter ritningar av Gabriel von Seidl samt utbyggt 1927-29 och 1969-72 med Hans Grässel respektive Heinrich Volbehr och Rudolf Thönessen som arkitekter.
Huset utformades av Franz von Lenbach tillsammans med arkitekten Gabriel von Seidl och stod klart 1890. Efter hans död 1924 sålde hans änka Charlotte (Lolo) huset till Münchens stad och skänkte staden en del av konstsamlingen. Staden utökade konstsamlingen, byggde ut huset och öppnade det 1929 som konstmuseum. Museet var stängt från februari 2009 till maj 2013 då museet skulle upprustas. Ansvarig för upprustningen var den brittiska arkitekten Norman Foster.

## Samlingar
Museet visar konst från framför allt 1700- och 1800-talen av konstnärer som verkat i München, bland annat verk av Carl Spitzweg, Carl Theodor von Piloty, Franz von Stuck, Franz von Lenbach och Wilhelm Leibl.
Även konst av medlemmar ur den 1892 grundade rörelsen Münchener Secession visas, sådana som Lovis Corinth och Max Slevogt. En stor samling verk av konstnärer kring Der Blaue Reiter finns också här, med konstnärer som Vasilij Kandinskij, Gabriele Münter, Franz Marc, August Macke, Wilhelm Morgner och Paul Klee. Även verk av kretsen kring den nya sakligheten tillhör museets samlingar.

### Galleri

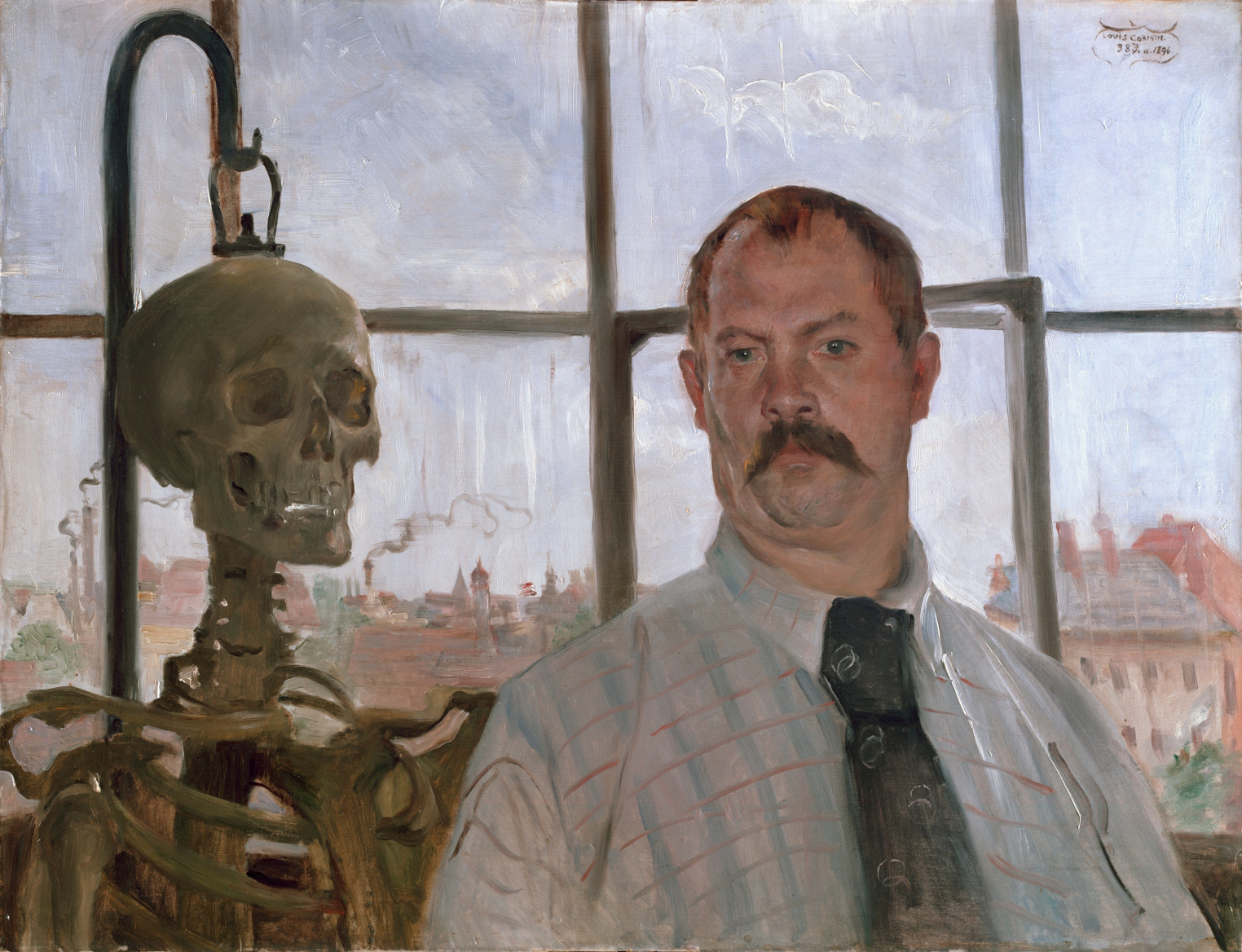
Lovis Corinth: Självporträtt med skelett (1896)
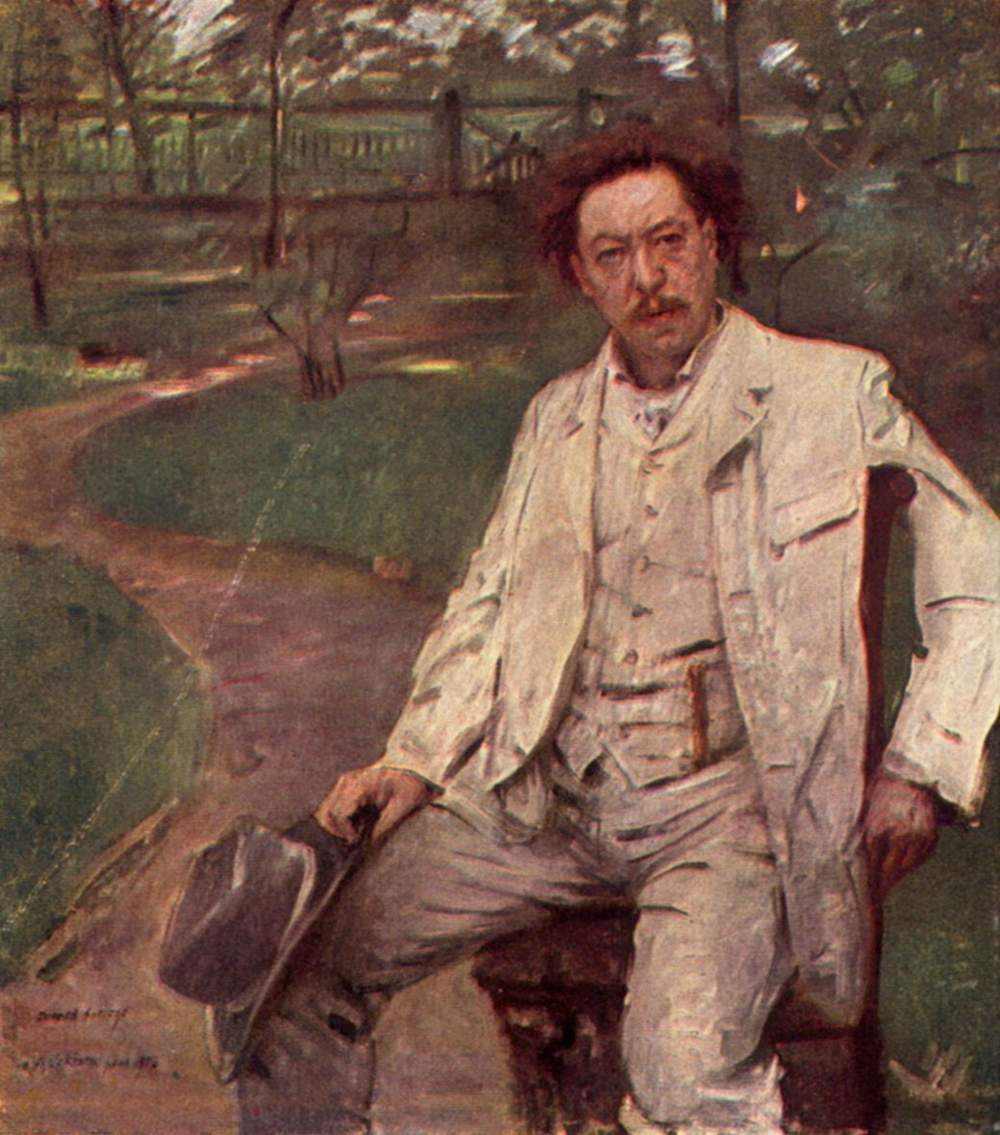
Lovis Corinth: Porträtt av pianisten Conrad Ansorge (1903)
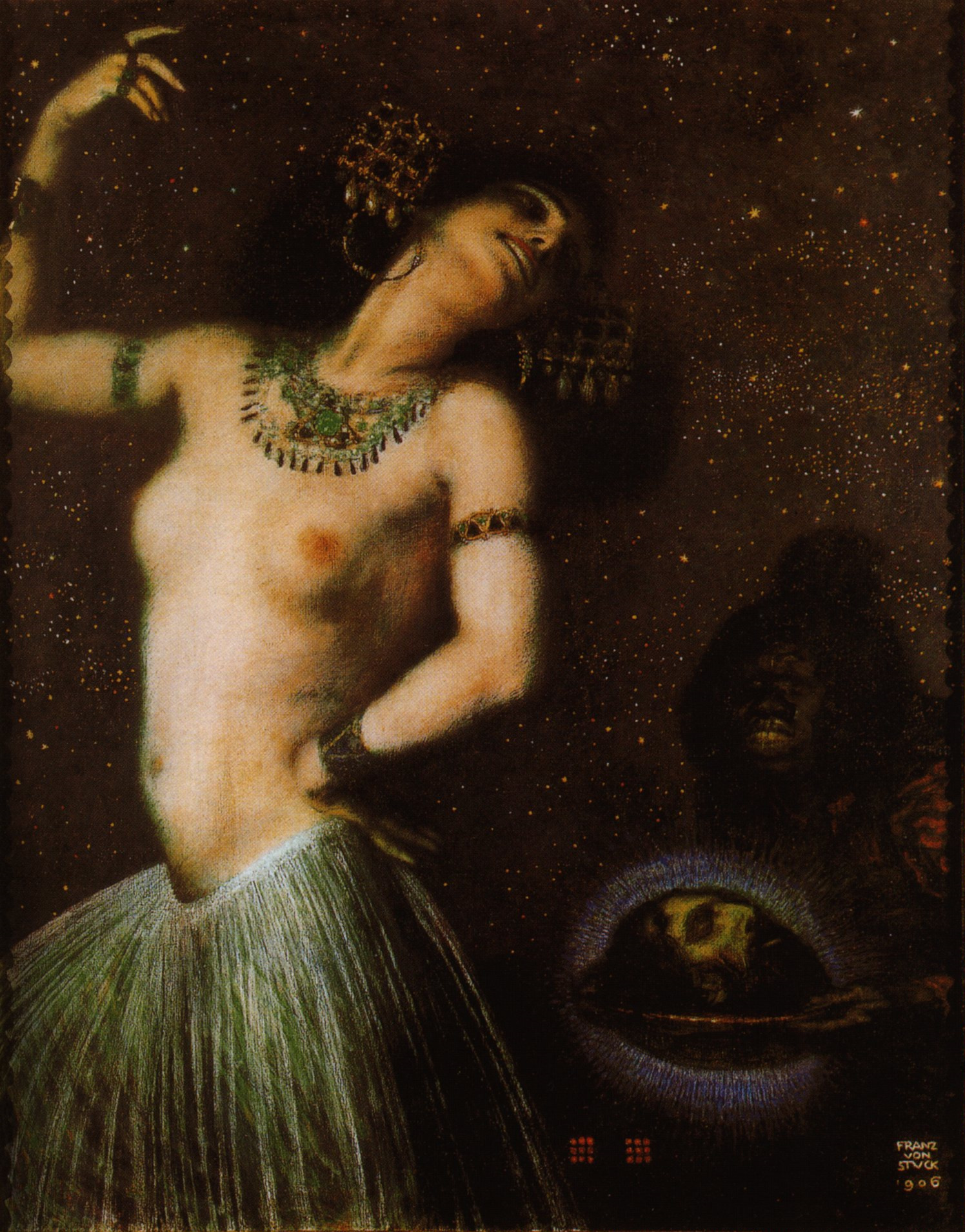
Franz von Stuck: Salome (1906)
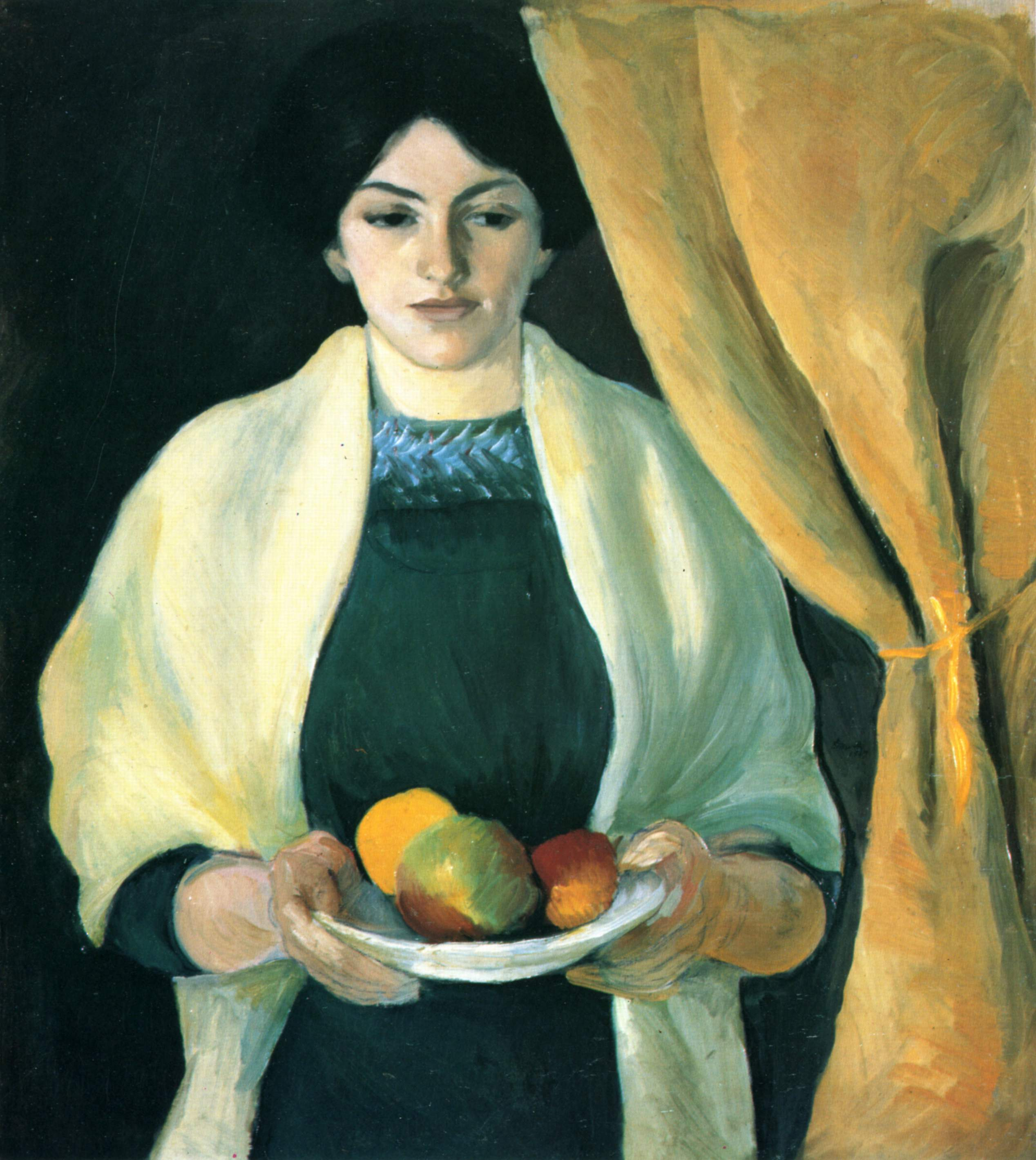
August Macke: Porträtt av Elisabeth Macke med äpplen (1909)
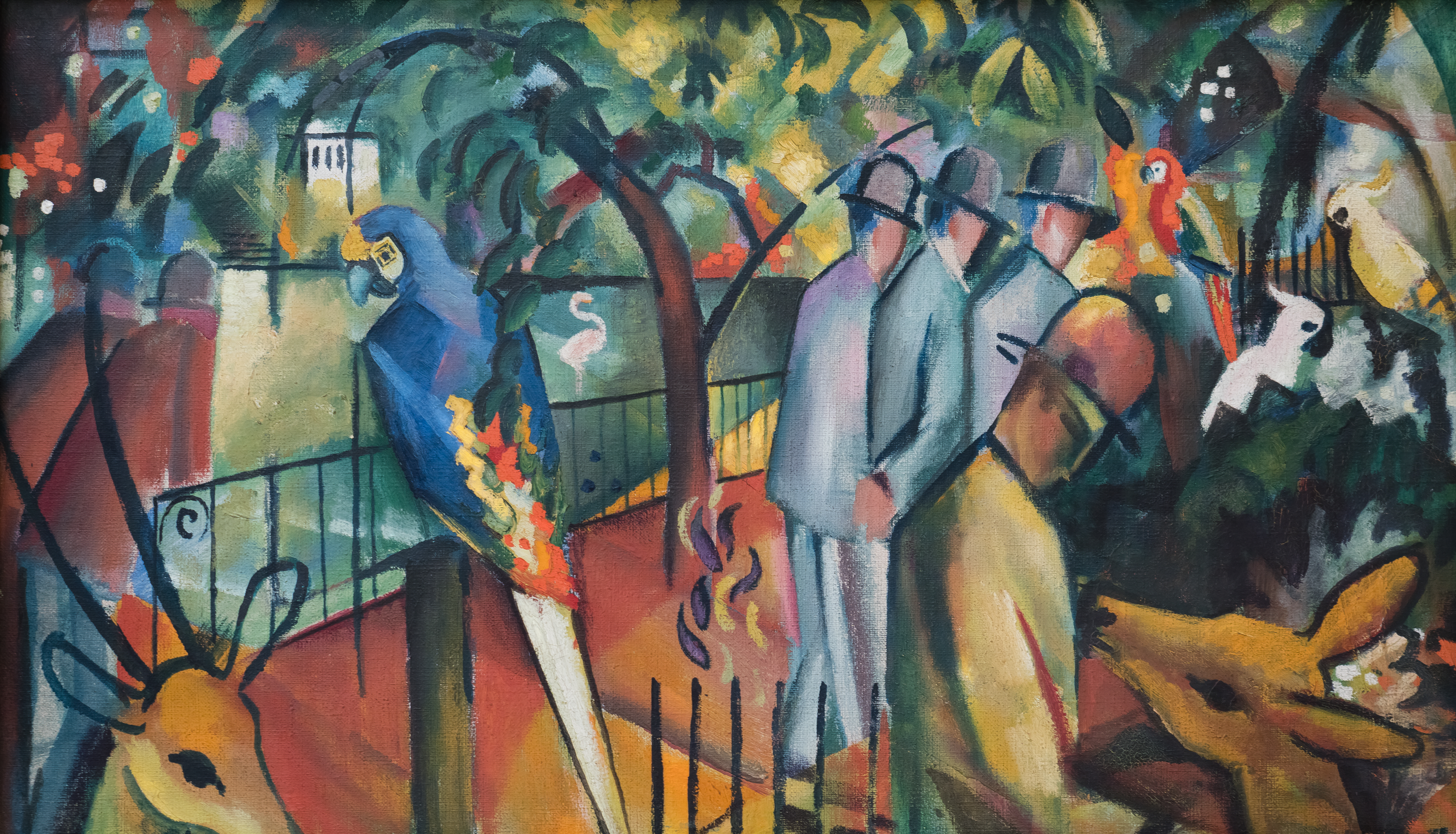
August Macke: Zoo I (1912)
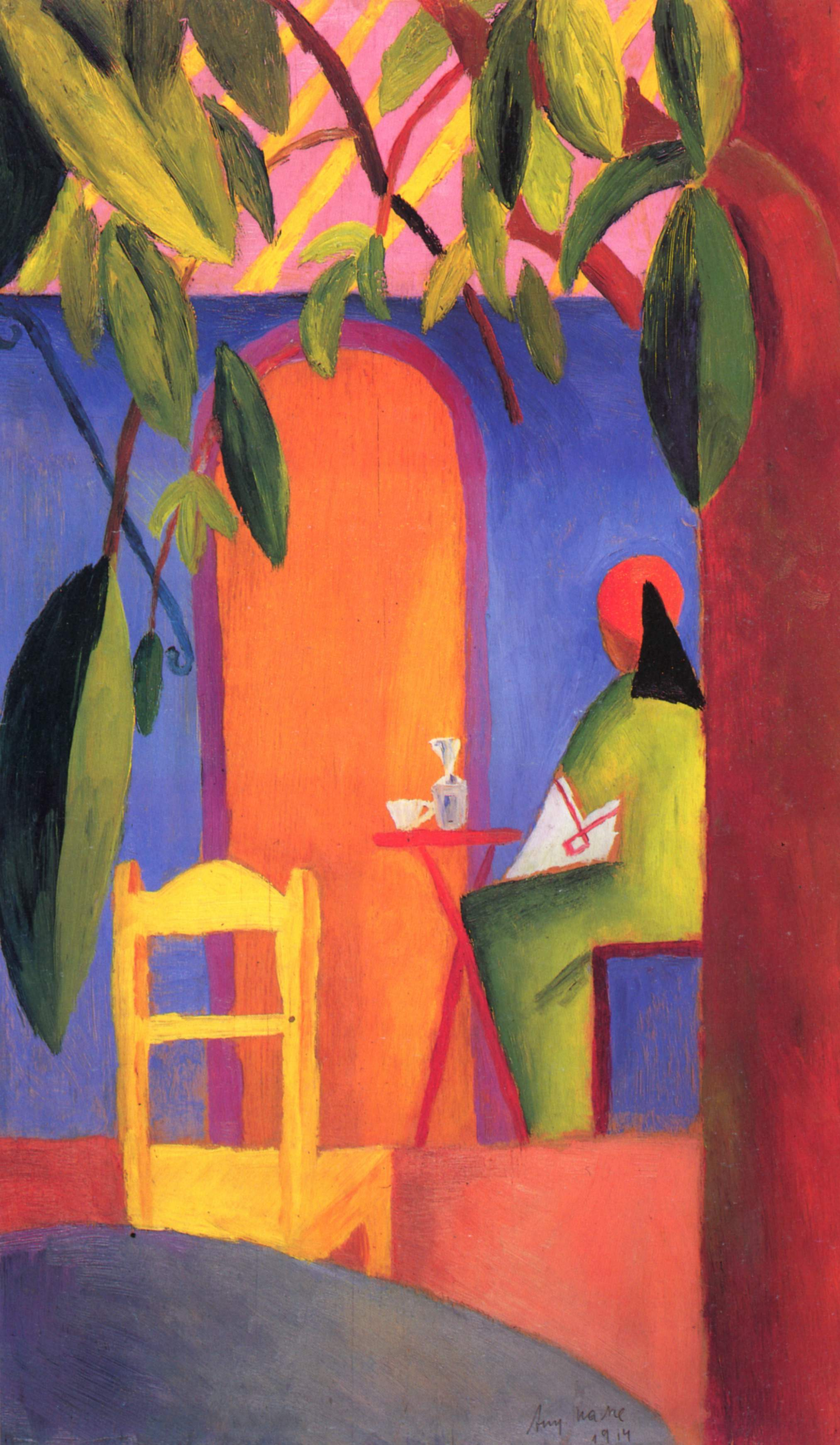
August Macke: Turkiskt kafé (1914)
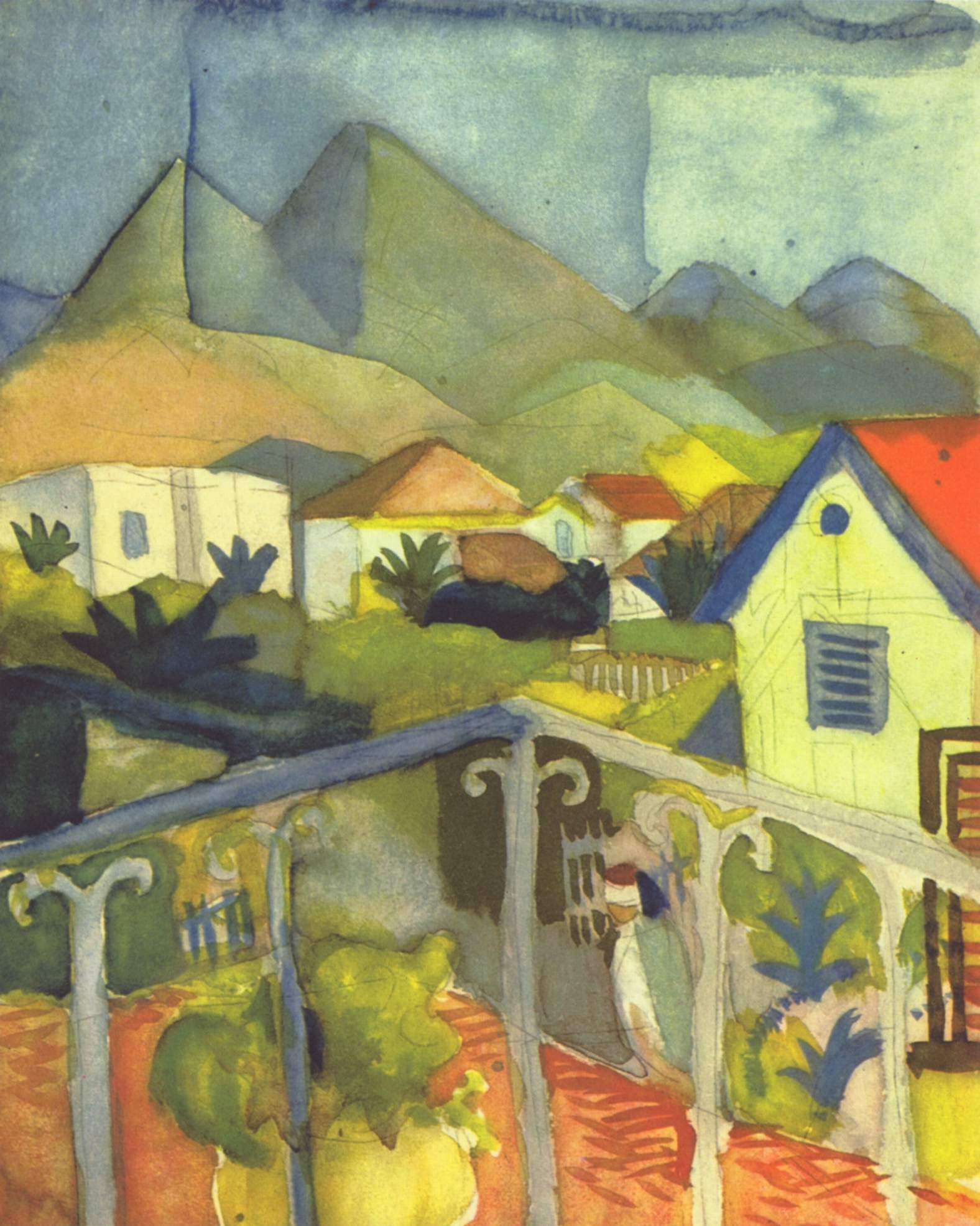
August Macke: St. Germain vid Tunis (1914)
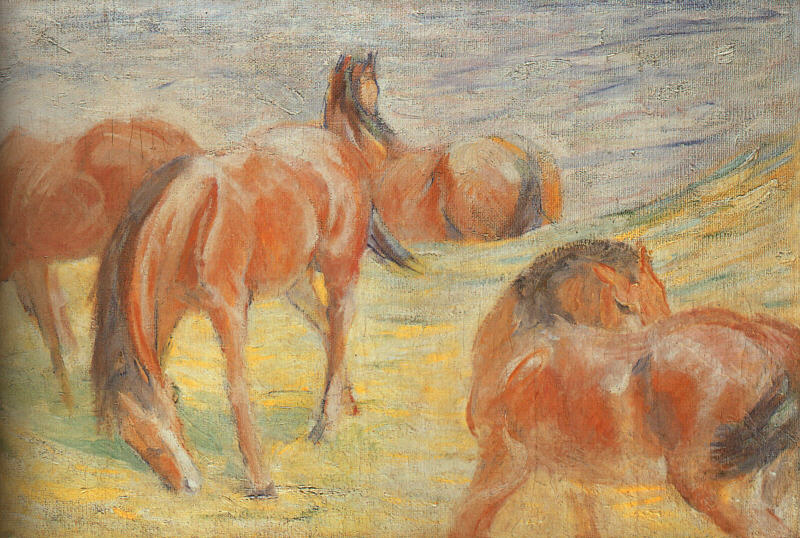
Franz Marc: Betande hästar I (1910)
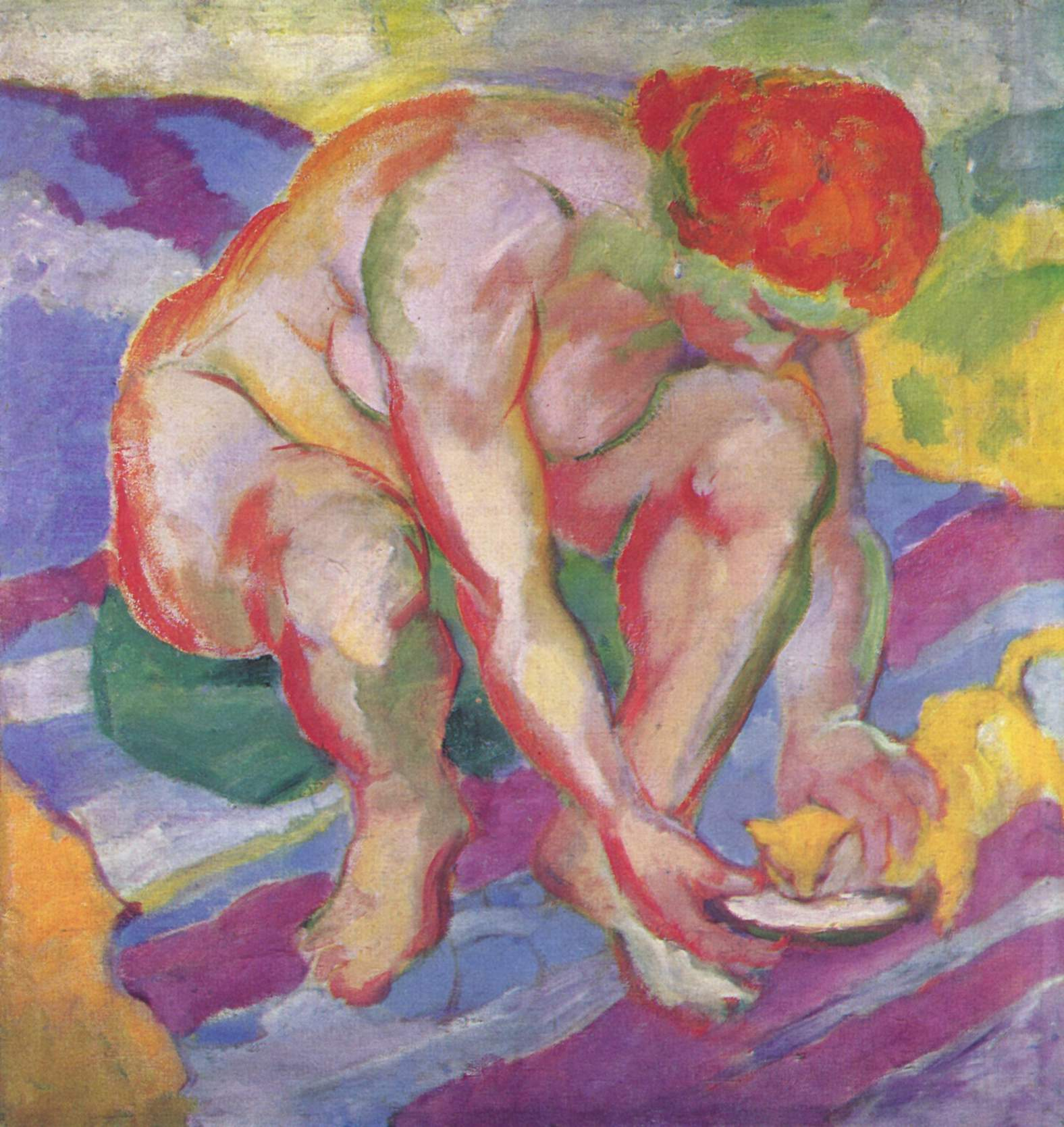
Franz Marc: Nakenstudie med katt (1910)
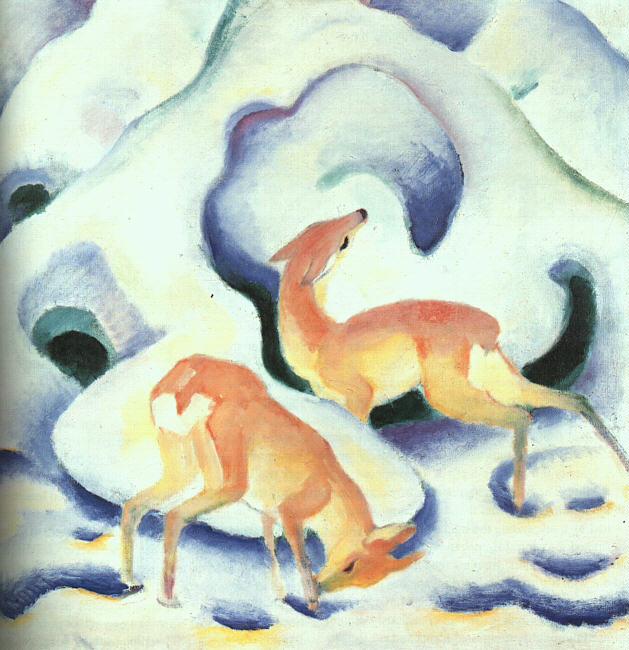
Franz Marc: Rådjur i snö (1911)
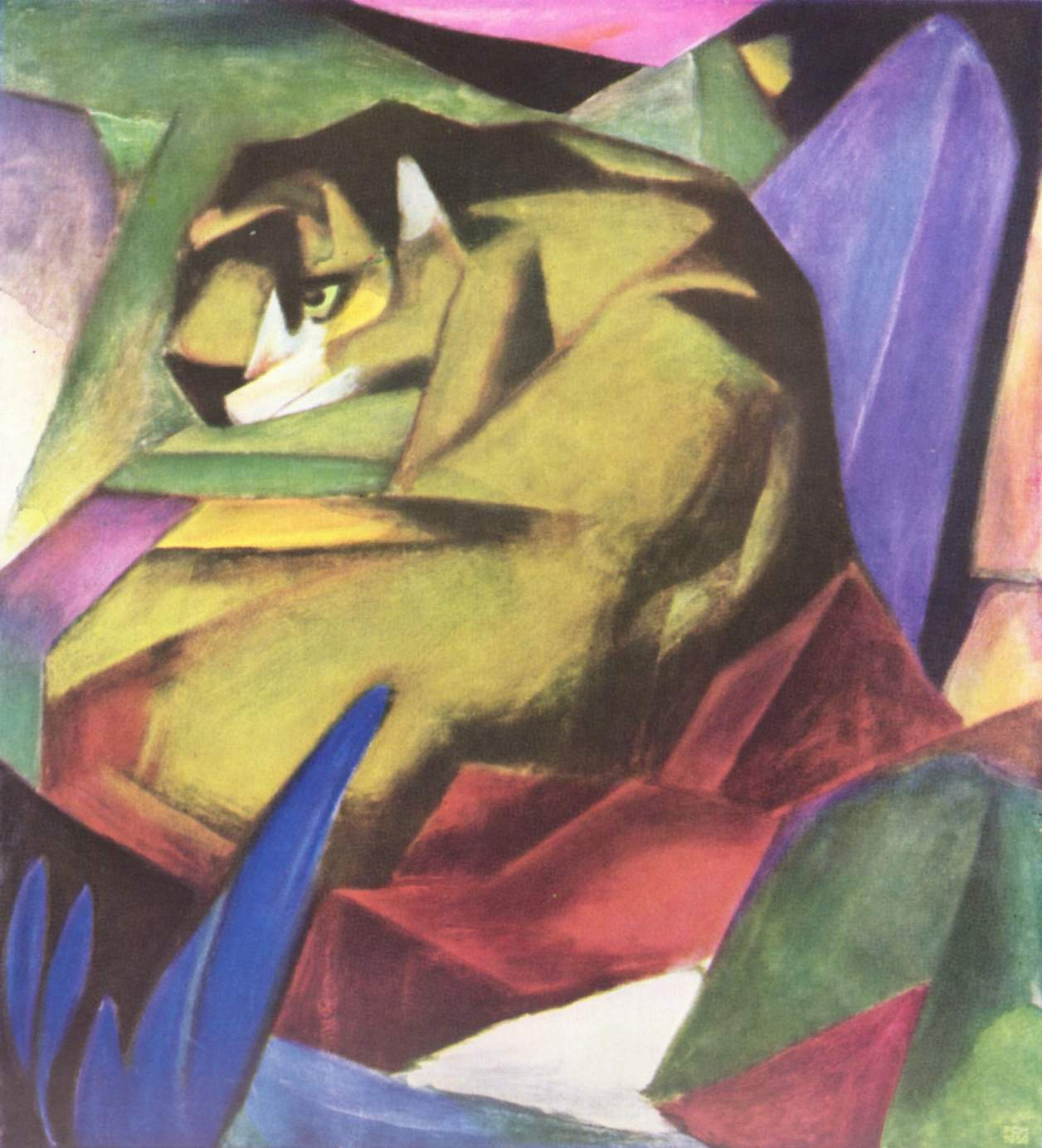
Franz Marc: Tigern (1912)
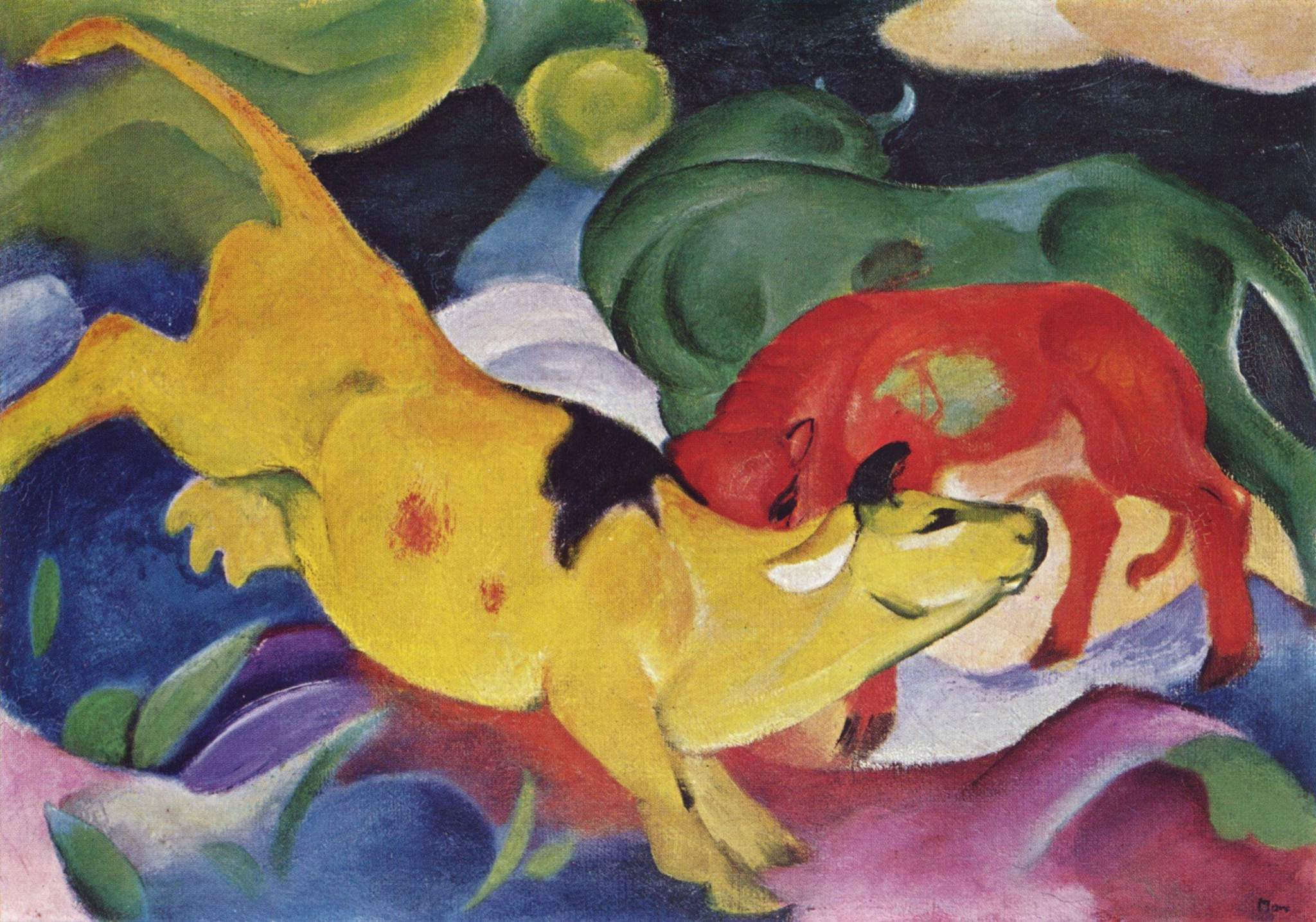
Franz Marc: Kor gul-röd-gröna (1912)